# Klink
Klink – miejscowość i gmina w Niemczech, w kraju związkowym Meklemburgia-Pomorze Przednie, w powiecie Mecklenburgische Seenplatte, wchodzi w skład Związku Gmin Seenlandschaft Waren.

## Współpraca
- Steinbergkirche, Szlezwik-Holsztyn[2]